# Oszanozaur
"Oszanozaur" ("Oshanosaurus youngi") – nieformalna nazwa bazalnego zauropoda żyjącego we wczesnej jurze (ok. 190 mln lat temu) na terenach wschodniej Azji. Jego szczątki znaleziono w Chinach (w prowincji Junnan). Dinozaur ten nie został jak dotąd formalnie opisany; do czasu opublikowania wymaganego opisu "Oshanosaurus" pozostaje nomen nudum.